# Wólka Lesiewska
Wólka Lesiewska – wieś w Polsce położona w województwie łódzkim, w powiecie rawskim, w gminie Biała Rawska. 
Wieś wymieniana w 1434 r. jako Lissowskawola.
W osadzie zamieszkuje na stałe ok. 110 osób. W okresie letnim liczba ta wzrasta na skutek przybycia licznych letników, zwłaszcza z Warszawy i Łodzi. Osoby te zwykle są dawnymi mieszkańcami wsi, którzy wyjechali w latach 50. i 60., lub ich potomkami. W Wólce Lesiewskiej jest Szkoła Podstawowa im. Jana Pawła II, do której uczęszczają uczniowie z pobliskich wsi. Istnieje tu również klub sportowy LKS Wulkan Wólka Lesiewska. 
W Wólce Lesiewskiej znajduje się kaplica filialna parafii św. Wojciecha w Białej Rawskiej.
W latach 1975–1998 miejscowość administracyjnie należała do województwa skierniewickiego.
Przez miejscowość przepływa niewielka rzeka Białka, dopływ Rawki.